# Gary Bauress
Gary Bauress (sinh ngày 19 tháng 1 năm 1971) là một cầu thủ bóng đá người Anh, thi đấu ở vị trí tiền vệ ở Football League cho Tranmere Rovers.